# Pałace w Krakowie
Pałace Krakowa

## Pałace istniejące

### Pałace królewskie
| Zdjęcie | Pałac                      | Adres              | Data budowy | Zabytek                              | Uwagi                                                             |
| ------- | -------------------------- | ------------------ | ----------- | ------------------------------------ | ----------------------------------------------------------------- |
|         | Pałac Królewski w Łobzowie | ul. Podchorążych 1 | XVI w.      | A-127 oraz A-645 z 18 listopada 1983 | Wydział Inżynierii Materiałowej i Fizyki Politechniki Krakowskiej |

### Pałace biskupie
| Zdjęcie | Pałac                                            | Adres                | Data budowy      | Zabytek                         | Uwagi                                                               |
| ------- | ------------------------------------------------ | -------------------- | ---------------- | ------------------------------- | ------------------------------------------------------------------- |
|         | Pałac biskupa Erazma Ciołka                      | ul. Kanonicza 17     | 1505, 1840–1841  | A-151 z 1965                    | obecnie znajduje się tutaj oddział Muzeum Narodowego                |
|         | Pałac biskupa Floriana z Mokrska                 | ul. Kanonicza 18     | XIV w.           | A-48 z dnia 17 maja 1965        |                                                                     |
|         | Pałac Biskupi Pałac Arcybiskupów Krakowskich     | ul. Franciszkańska 3 | XIV w.           | A-94 z 13.X.1965 oraz 30.I.1970 | od końca XIV w. siedziba biskupów krakowskich                       |
|         | Pałac Samuela Maciejowskiego                     | ul. Kanonicza 1      | 1531–1532        | A-143 z dnia 19.05.1965         |                                                                     |
|         | Pałac Górków w Krakowie Pałac Prymasa Krzyckiego | ul. Kanonicza 24     | 2. połowa XVI w. | A-155 z 28 maja 1965            |                                                                     |
|         | Pałac Arcybiskupów Gnieźnieńskich                | ul. Grodzka 65       | 2. połowa XIV w. | A-429 z dnia 05.05.1967         | Obecnie w kamienicy znajduje się Urząd Skarbowy Kraków–Stare Miasto |

### Pałace rodowe
| Zdjęcie | Pałac                                            | Adres                                  | Data budowy                        | Zabytek | Uwagi                                 |
| ------- | ------------------------------------------------ | -------------------------------------- | ---------------------------------- | --- | ------------------------------------- |
|         | Pałac Badenich (Pałacyk Ewy Brandysowej)         | róg ul. Sławkowskiej 32 i Pijarskiej 7 | 1883 r.                            | A-502 z 7.03.1968 |                                       |
|         | Pałac Czapskich Pałac Hutten-Czapskich           | ul. Piłsudskiego                       | XIX w.                             | A-106 z 10.06.1968 |                                       |
|         | Pałac Czarkowskich w Krakowie                    | ul. Straszewskiego 20                  | 1878 r.                            | A-327 z 6 sierpnia 1968                                                                                                   |                                       |
|         | Pałac Książąt Czartoryskich                      | ul. św. Jana 17-19                     | 1879–1901                          | A-107 z 2 stycznia 1968 Pałac Czartoryskich A-1000 z 21 listopada 1995 Klasztorek A-97 z 18 stycznia 1932 Arsenał Miejski | obecnie Muzeum Książąt Czartoryskich. |
|         | Pałac Fischerów-Benisów                          | ul. Ojcowska 52                        | 1882                               | A-979 z dnia 16.07.1994                                                                                                   |                                       |
|         | Pałac Górków w Krakowie Pałac Prymasa Krzyckiego | ul. Kanonicza 24                       | 2. połowa XVI w.                   | A-155 z 28 maja 1965 |                                       |
|         | Pałac Lasockich w Krakowie                       | ul. Tyniecka 18                        | 1880 r.                            | A-603 z 30.05.1979 |                                       |
|         | Pałac Lubomirskich w Krakowie                    | ul. św. Jana 15                        | XV w.                              | A-125 z 17.12.1932 i 11.05.1973                                                                                           |                                       |
|         | Pałac Kmitów w Krakowie                          | ul. Floriańska nr 13                   | XVI w.                             | A-193 z dnia 29.03.1931                                                                                                   |                                       |
|         | Pałac Małachowskich                              | Rynek Główny 30                        | XIII–XVI w., 1799, 1809, 1865–1874 | A-164 z 3 listopada 1965                                                                                                  |                                       |
|         | Pałac Mańkowskich                                | ul. Topolowa 5                         | 1901-1904                          | A-111 2.01.1968 |                                       |
|         | Pałac Montelupich / Pałac na Szlaku              | ul. Szlak 71                           | XVIII w.                           | A-825 z 9 października 1989                                                                                               | była siedziba Radia Kraków.           |
|         | Pałac Ogińskich i Potulickich                    | ul. Piłsudskiego                       | 1879 r.                            | A-321 z 18 lutego 1975 |                                       |
|         | Pałac Pareńskich w Krakowie                      | ul. Wielopole 4                        | przed 1878                         | 5912 Gminna ewidencja zabytków – Kraków                                                                                   |                                       |
|         | Pałac Popielów w Krakowie                        | ul. św. Jana 20 / ul. św. Marka        | XV w.                              | A-52 z dnia 7.10.1965 |                                       |
|         | Pałac Przebendowskich                            | ul. św. Jana 13                        | 2 poł. XVIII w.                    | A-221 9.06.1931 |                                       |
|         | Pałac Pugetów / Pałac Puszetów                   | ul. Starowiślna 13                     | 1874 r.                            | A-325 z 18 lipca 1968 |                                       |
|         | Pałac Pusłowskich                                | ul. Westerplatte 10                    | przełom XVIII/XIX w.               | A-128 z 13 marca 1931 |                                       |
|         | Pałac Sanguszków w Krakowie                      | ul. Franciszkańska 1 / ul. Bracka 17   | XVI w.                             | A-727 z 10.03.1988 |                                       |
|         | Pałac Stadnickich w Krakowie                     | ul. Grodzka 40 / ul. Poselska 13       | XIV w.                             | A-124 z dnia 2.06.1936 |                                       |
|         | Pałac Tarnowskich                                | róg ul. św. Marka z ul. Sławkowską 13  | XVII w.                            | A-243 z 22 marca 1966 oraz A-266 z 19 kwietnia 1966                                                                       |                                       |
|         | Pałac Tarnowskich (ul. Szlak)                    | ul. Szlak 71                           | 1613 r.                            | A-825 z 9 października 1989                                                                                               |                                       |
|         | Pałac Tyszkiewiczów w Krakowie                   | ul. Asnyka 2 / ul. Garbarska 2         | 1882–1898                          | A-323 z 19 listopada 1975                                                                                                 |                                       |
|         | Pałac Wielopolskich                              | plac Wszystkich Świętych 3-4           | 1535 r.                            | A-129 z 1931 | Magistrat                             |
|         | Pałac Wodzickich                                 | ul. św. Jana 11                        | ok. 1780 r.                        | A-43 5.06.1931 oraz 28.03.1973                                                                                            |                                       |
|         | Pałac Wołodkowiczów                              | ul. Lubicz 4                           | XIX w.                             | A-126 z 18 lipca 1968 | budynek Poczty Polskiej               |
|         | Pałac Zbaraskich / Pałac Potockich               | Rynek Główny 20                        | 1540 r.                            | |                                       |
|         | Pałacyk Ostaszewskich w Krakowie                 | ul. Piłsudskiego 24                    | 1895 r.                            | A-657 z dnia 21.08.1984                                                                                                   | Hotel Ostoya Palace                   |
|         | Pałacyk Rutkowskich                              | ul. Radzikowskiego 176                 | 1932                               | 617604 A-860 z 24.09.1990 i z 12.04.1991                                                                                  |                                       |

### Pozostałe pałace
| Zdjęcie | Pałac                                             | Adres                                | Data budowy              | Zabytek                                     | Uwagi                                                              |
| ------- | ------------------------------------------------- | ------------------------------------ | ------------------------ | ------------------------------------------- | ------------------------------------------------------------------ |
|         | Pałac Wacława Sierakowskiego w Krakowie           | plac św. Marii Magdaleny 2           | 1664                     | A-425 z dnia 4.05.1967                      |                                                                    |
|         | Pałac Hebdowski w Krakowie                        | ul. Poselska 7, ul. Senacka 2-4      | 1400                     | A-66 z dnia 14.09.1961                      |                                                                    |
|         | Pałacyk Juliusza Jutkiewicza                      | ul. Westerplatte 9                   | 1890–1892                | A-833 z 1 grudnia 1989                      |                                                                    |
|         | Pałac Decjusza na Woli Justowskiej                | ul. 28 Lipca 1943 17a                | XVI, 1 połowa XVII wieku | A-131 z 7 marca 1930                        |                                                                    |
|         | Pałac Tadeusza Stryjeńskiego w Krakowie           | ul. Batorego 12                      | 1882–1883                |                                             |                                                                    |
|         | Pałac Juliana Dunajewskiego                       | ul. Dunajewskiego 4                  |                          |                                             |                                                                    |
|         | Pałac Larischa                                    | ul. Bracka 12                        | XV w.                    |                                             |                                                                    |
|         | pałac „Pod Baranami”                              | ul. Główny 27                        |                          |                                             |                                                                    |
|         | Pałac pod Krzysztofory                            | ul. Główny 35                        |                          |                                             |                                                                    |
|         | Pałac Spiski                                      | ul. Główny 34                        |                          |                                             |                                                                    |
|         | Pałac Sztuki                                      | Plac Szczepański 4                   |                          |                                             | gmach Towarzystwa Przyjaciół Sztuk Pięknych w Krakowie.            |
|         | Pałac Prasy                                       | ul. Wielopole                        |                          |                                             |                                                                    |
|         | Pałacyk Bractwa Kurkowego                         | ul. Lubicz 16                        | 1837 r.                  | nr rej.: A-326 z 2.01.1968                  |                                                                    |
|         | Pałac im. Anny i Erazma Jerzmanowskich            |                                      |                          |                                             |                                                                    |
|         | Pałacyk Zofiówka                                  | ul. Kopernika 30                     |                          | rej. zabytków nr A-334 z dnia 10.II.1968    |                                                                    |
|         | Pałacyk Zieleniewskiego w Krakowie                | ul. św. Marka 31 / ul. św. Krzyża 16 |                          |                                             |                                                                    |
|         | Pałac Wojewodziński                               | ul. Krakowska 20                     |                          |                                             |                                                                    |
|         | Pałac Wodzickich w Kościelnikach                  | ul. Benedykta Dybowskiego 2          | pocz. XVIII w.           | A-676 z 3 czerwca 1985                      |                                                                    |
|         | Pałac w Pleszowie                                 | 1829                                 | A-950 z 4.08.1993        |                                             |                                                                    |
|         | Pałacyk Instytutu Sztuki UP w Krakowie            | ul. Karmelicka 41                    |                          | rej. zabytków nr A-1026 z dnia 8.05.1996    | Uniwersytet Pedagogiczny im. Komisji Edukacji Narodowej w Krakowie |
|         | Pałac na rogu ul. Ariańskiej 2 oraz ul. Lubicz 42 | ul. Ariańska 2                       |                          | rej. zabytków nr A-797 z dnia 25.02.1989    |                                                                    |
|         | Pałacyk Zdzisława Włodka w Krakowie               | ul. św. Filipa 25                    | 1899                     | rejestr zabytków nr A-741 z dnia 20.03.1988 | obecnie ApartHotel „W Pałacu”                                      |
|         | Pałacyk Marfiewicza w Krakowie                    | ul. Dunajewskiego 7                  | 1858-1862                | A-660 z dnia 30 sierpnia 1984               | obecnie Bank Spółdzielczy Rzemiosła w Krakowie                     |

### Zameczki
| Zdjęcie | Pałac                    | Adres          | Data budowy | Zabytek | Uwagi |
| ------- | ------------------------ | -------------- | ----------- | ------- | ----- |
|         | Zameczek w Przegorzałach | ul. Jodłowa 13 | 1942–1943   |         |       |